# Franciszek Rychnowski
Franciszek Dionizy de Welehrad Rychnowski [frančišek dyoňizy rychnovski] V matrice uvedeno "Franz Xaverius Richnowský"( 4. října 1850 Velehrad – asi 1929 Lvov), užívající pseudonym Iks won Chyr (anagram příjmení) byl polský inženýr a vynálezce.
V 90. letech 19. století si nechal patentovat pec pro ústřední topení a nápad publikoval v Technickém časopisu (Czasopismo Techniczne). Pracoval na Technickém učení ve Lvově a svá díla představoval na tamější výstavě Polytechnické společnosti v roce 1902.
Ve 20. letech 20. století publikoval vlastním nákladem pod pseudonymem dvě knihy, ve kterých popisoval jisté kontroverzní teorie. V knize „Mane tekel fares. 44 wspomnienia z przeszłości. Fragmenty wyników z czterdziestoletnich zabiegów leczniczych pod akademicką nazwą kurszerstwa, szarlatanerii i oszukańczej sugestii“ (44 vzpomínky z minulosti. Fragmenty výsledků čtyřicetiletých léčebných zákroků pod akademickým názvem kurfušérství, šarlatánství a podvodnické sugesce) popisuje svou léčebnou metodu. V knize Omnia in sole. Reminiscencje naukowe (Vědecké reminiscence) své vědecké teorie. Byl autorem koncepce éteroidu, životní energie, která by měla být základem všech fyzikálních jevů, kterou lze přirovnat k pojmům élan vital Henriho Bergsona nebo orgonu Wilhelma Reicha.
Jméno lvovského inženýra a vynálezce Franciszka Rychnowského se několikrát objevuje ve fantastických povídkách Andrzeje Pilipiuka.